# ユマニテ (映画)
『ユマニテ』（L'humanité）は、1999年のフランス映画。第52回カンヌ国際映画祭にてグランプリ、男優賞、女優賞を受賞。出演者には全て素人を起用している。

## キャスト
- ファラオン：エマニュエル・ショッテ
- ドミノ：セヴリーヌ・カネル
- ジョセフ：フィリップ・テゥリエ

## 主な受賞・ノミネート
| 映画賞           | 部門           | 候補                   | 結果       |
| ---------------- | -------------- | ---------------------- | ---------- |
| カンヌ国際映画祭 | パルム・ドール | ブリュノ・デュモン     | ノミネート |
| カンヌ国際映画祭 | グランプリ     | ブリュノ・デュモン     | 受賞       |
| カンヌ国際映画祭 | 男優賞         | エマニュエル・ショッテ | 受賞       |
| カンヌ国際映画祭 | 女優賞         | セヴリーヌ・カネル     | 受賞       |